# Grande-Bretagne aux Jeux olympiques d'hiver de 1952
Cet article contient des informations sur la participation et les résultats du Royaume-Uni qui participe sous le nom de Grande-Bretagne lors des Jeux olympiques d'hiver de 1952, qui ont eu lieu à Oslo en Norvège. 

## Médaillés
| Médaille | Nom               | Sport               | Épreuve |
| -------- | ----------------- | ------------------- | ------- |
| Or       | Jeannette Altwegg | Patinage artistique | Femmes  |

## Résultats

### Ski alpin
| Athlète             | Épreuve      | Course 1        | Course 1 | Course 2     | Course 2     | Total        | Total        |
| Athlète             | Épreuve      | Temps           | Rang     | Temps        | Rang         | Temps        | Rang         |
| ------------------- | ------------ | --------------- | -------- | ------------ | ------------ | ------------ | ------------ |
| Noel Harrison       | Descente     |                 |          |              |              | 3 min 21 s 5 | 58           |
| John Boyagis        | Descente     |                 |          |              |              | 2 min 55 s 6 | 39           |
| Noel Harrison       | Slalom géant |                 |          |              |              | 3 min 24 s 1 | 74           |
| Rupert de Larrinaga | Slalom géant |                 |          |              |              | 3 min 16 s 9 | 71           |
| John Boyagis        | Slalom géant |                 |          |              |              | 2 min 52 s 5 | 43           |
| Noel Harrison       | Slalom       | N'a pas terminé | –        | Non qualifié | Non qualifié | Non qualifié | Non qualifié |
| John Boyagis        | Slalom       | 1 min 08 s 3    | 37       | Non qualifié | Non qualifié | Non qualifié | Non qualifié |

| Athlète           | Épreuve      | Course 1     | Course 1 | Course 2     | Course 2 | Total            | Total |
| Athlète           | Épreuve      | Temps        | Rang     | Temps        | Rang     | Temps            | Rang  |
| ----------------- | ------------ | ------------ | -------- | ------------ | -------- | ---------------- | ----- |
| Vora Mackintosh   | Descente     |              |          |              |          | N'a pas terminée | –     |
| Hilary Laing      | Descente     |              |          |              |          | N'a pas terminée | –     |
| Fiona Campbell    | Descente     |              |          |              |          | 2 min 26 s 1     | 33    |
| Sheena Mackintosh | Descente     |              |          |              |          | 1 min 58 s 6     | 26    |
| Vora Mackintosh   | Slalom géant |              |          |              |          | 2 min 57 s 1     | 38    |
| Fiona Campbell    | Slalom géant |              |          |              |          | 2 min 39 s 8     | 36    |
| Sheena Mackintosh | Slalom géant |              |          |              |          | 2 min 22 s 5     | 28    |
| Hilary Laing      | Slalom géant |              |          |              |          | 2 min 20 s 7     | 24    |
| Sheena Mackintosh | Slalom       | 1 min 16 s 2 | 30       | 1 min 13 s 2 | 28       | 2 min 29 s 4     | 28    |
| Hilary Laing      | Slalom       | 1 min 13 s 7 | 22       | 1 min 14 s 2 | 30       | 2 min 27 s 9     | 24    |

### Patinage artistique
| Athlète           | Court | Libre | Points  | Places | Rang          |
| ----------------- | ----- | ----- | ------- | ------ | ------------- |
| Patricia Devries  | 14    | 20    | 132,811 | 148    | 17            |
| Valda Osborn      | 7     | 13    | 144,767 | 89     | 11            |
| Barbara Wyatt     | 5     | 11    | 148,378 | 63     | 7             |
| Jeannette Altwegg | 1     | 4     | 161,756 | 14     | Médaille d'or |

| Athlètes                    | Points | Places | Rang |
| --------------------------- | ------ | ------ | ---- |
| Peri Horne Raymond Lockwood | 9.,133 | 94     | 11   |

### Patinage de vitesse
| Épreuve  | Athlète        | Course        | Course |
| Épreuve  | Athlète        | Temps         | Rang   |
| -------- | -------------- | ------------- | ------ |
| 500 m    | Bill Jones     | 46 s 9        | 34     |
| 500 m    | Norman Holwell | 45 s 4        | 21     |
| 1 500 m  | John Hearn     | 2 min 40 s 1  | 38     |
| 1 500 m  | Bill Jones     | 2 min 32 s 2  | 35     |
| 1 500 m  | Norman Holwell | 2 min 24 s 5  | 14     |
| 5 000 m  | Bill Jones     | 9 min 03 s 7  | 31     |
| 5 000 m  | John Hearn     | 8 min 47 s 0  | 17     |
| 5 000 m  | Norman Holwell | 8 min 44 s 5  | 16     |
| 10 000 m | Norman Holwell | 18 min 02 s 4 | 15     |